# Fläckfrossmygga
Fläckfrossmygga, Anopheles maculipennis är en art i släktet malariamyggor som återfinns i den palearktiska djurgeografiska regionen. Myggans larver förekommer i vatten, där de livnär sig på mikroorganismer. Som vuxna, flygande myggor äter såväl hanarna som honorna nektar, men honorna behöver dessutom blod från däggdjur för att kunna utveckla ägg. Arten är inte känd som så kallad biologisk vektor för malaria, och sprider således inte malaria till människor.
Artens svenska namn är sedan juni 2016 Fläckfrossmygga.

## Utbredning
Arten förekommer i Kontinentaleuropa och vidare österut till Sydvästasien och Persiska viken, och därefter norrut ända till norra Sibirien.

## Habitat
Anopheles maculipennis förekommer i många olika akvatiska miljöer, såsom i dammar, bäckar, myrar, kärr och andra stillastående vatten. De återfinns ibland också i mycket små och synnerligen temporära vattensamlingar, såsom i håligheter i träd, i bladveck på växter, samt i konstgjorda behållare som exempelvis lerkrukor.

## Fortplantning
Honorna lägger äggen ett och ett på vattenytan i lugna vattendrag, gärna där det finns vattenväxter. Äggen är avlånga. Varken ägg eller larver tål uttorkning.